# Abbaye Saint-Jouin de Marnes
Pour les articles homonymes, voir Saint-Jouin (homonymie).
L'abbaye Saint-Jouin de Marnes est une abbaye située sur la commune française de Saint-Jouin-de-Marnes. L'ancienne église abbatiale de Saint-Jouin à Saint-Jouin-de-Marnes est l'un des plus importants édifices religieux romans du Poitou. Anciennement Ensio, à l'époque gallo-romaine, puis Ension, localisé dans le département des Deux-Sèvres, en région Nouvelle-Aquitaine.

## Historique

### AuIVesiècle
À la fin du IVe siècle, un certain Jovinus (Jouin, en français) accompagné d'un petit groupe de « disciples » aurait cherché la solitude dans les forêts de la région. Il serait originaire de Silly, vers Loudun, issu d'une famille aisée. Son frère Saint Maximin était l'un des premiers archevêques de Trêves. Selon la légende, vers 342, Jovinus fonda un oratoire près d'Ensio. Un monastère y fut fondé plus tard, portant initialement le nom du village gallo-romain, Ension, puis le nom de Saint-Jouin de Marnes, qui allait devenir l'un des premiers centres de diffusion du christianisme dans la région. Il devient, après l'abbaye de Saint-Martin de Ligugé (Vienne) fondée en 361 par saint Martin de Tours, le deuxième plus ancien monastère de France. La prédication et la conduite bienveillante de son fondateur ont conduit au culte de saint Jovinus. Ses os ont ensuite été conservés comme reliques dans la petite église du monastère carolingien.

### AuVIesiècle
Au cours du VIe siècle, Félix, évêque de Nantes exhorte Martin de Vertou d'œuvrer à l'évangélisation du sud de son diocèse et du Poitou. Sa mission le conduisit ainsi à Ension, où il trouva une vie monastique communautaire. Il réussit à imposer la règle de saint Benoît comme un mode de vie pour les moines.

### AuVIIIesiècle
À l'époque des guerres entre Pépin le Bref, Charlemagne et le duc d'Aquitaine Hunald Ier dans la seconde moitié du VIIIe siècle, les moines fuient leur congrégation.

### AuIXesiècle
Durant les invasions par les Vikings, au début du IXe siècle, le monastère fut épargné de tout dégâts et pillages, car il se trouvait éloignée des rivières navigables. L'abbaye Saint-Jouin devient alors un centre de culture monastique dans le Haut-Poitou, tandis qu'en d'autres endroits de la région, des moines ont dû fuir leurs monastères, envahis et pillés par les Normands. Beaucoup de ces moines ont trouvé refuge à Saint-Jouin comme les moines de l'abbaye Saint-Martin de Vertou qui ont fui en emportant les reliques de leur fondateur. En 843, les Vikings cessent leurs exactions et se retirent grâce à Louis le Pieux. De retour à Ension, ils donnèrent un nouvel élan au monastère, ravivant la règle maintenant oubliée de saint Benoît.
En 878, les moines reconstruisent l'ancienne église carolingienne sur le site de l'église abbatiale. Beaucoup des réfugiés y apportèrent de précieuses reliques, ce qui fit de Saint-Jouin une destination populaire pour de nombreux pèlerins, dont les dons favorisèrent la prospérité de l'abbaye.

### AuXIesiècle
Saint-Jouin est situé entre Angers et Poitiers, sur la Via Turonensis, route romaine et voie importante de la « Camino de Santiago » vers Saint-Jacques-de-Compostelle. Au cours du XIe siècle, le flux de pèlerins augmenta tellement que l'ancienne église carolingienne ne pouvait plus les accueillir tous. Plus encore, elle n'avait plus assez d'espace pour exposer ses nombreuses reliques. Un nouveau bâtiment était donc requis. La première pierre fut posée en 1095 par le moine Raoul de La Futaie, bâtisseur et réformateur de l'ordre, sous la direction duquel commença la construction. L'église abbatiale est donc l'un des signes de cette prospérité, elle fut construite entre 1095 et 1130.

### AuXIIesiècle
En 1100, Raoul est nommé abbé de Saint-Jouin. Dès 1130, les principaux travaux de l'église abbatiale ont été achevés et l'autel principal inauguré. De belles proportions et des caractéristiques artistiques font de cette nouvelle église abbatiale un exemple de la prospérité de l'abbaye.
En 1179, il avait sous son autorité la juridiction de 127 églises et de leurs communautés. Entre la fin du XIIe siècle et le début du XIIIe siècle, les moines de Saint-Jouin fondent l'église d'Aigne située à Saint-Sébastien-sur-Loire en Loire-Atlantique, ainsi que l'église Saint-Jacques au sud de Nantes, l'abbaye de Vertou et le prieuré de Saint-Nicolas aux Moutiers-en-Retz. L'église de Landivy leur avait été donnée.

### AuXIIIesiècle
Les voûtes romanes en berceau, de la nef et du chœur, ont été remplacées par des voûtes gothiques de style angevin. Au même siècle (d'après un dessin), il fut remarqué dans la zone sud-est du chœur des effondrements de terrain, qui conduisirent à des fissures dans la construction. Craignant l'effondrement de certaines parties du bâtiment, excepté les chapelles et le bras du transept sud, des piliers quelque peu disgracieux vinrent altérer les proportions autrefois harmonieuses du chœur, pour le consolider.

### AuxXIVeetXVesiècles
En 1356, durant la guerre de Cent Ans, la région est aux mains des Anglais. La dévastation des campagnes et des villes a principalement eu lieu entre 1369 et 1374. En 1372, les Anglais ont coiffé la Tour Sud de son petit clocher.
Dans la seconde moitié du XIVe siècle, pendant la guerre de Cent Ans (1337-1453), les fortifications de l'abbaye ont été étendues en vue de la protection contre les Anglais et contre les hordes de pillage. L'église a été partiellement rénovée en termes d'armes et de défense. Tout le bras du transept sud fut surélevé d'un étage entier et équipé d'une série de mâchicoulis sur toute la largeur du transept et sur ses côtés, au-dessus duquel étaient disposées des salles d'exercice couvertes avec des fenêtres verrouillables pour les défenseurs. Dans le même temps, un escalier en colimaçon généreusement dimensionné fut construit à l'angle, entre le bras transversal et le déambulatoire, comme accès au déversoir. Dans le cadre de cette défense, ce gain de place important servait à long terme pour les défenseurs en état de siège, afin de stocker de la nourriture, des armes et des munitions. Grâce aux fortifications, l'église parvint à se défendre. Le territoire a été repris par le connétable de France Bertrand du Guesclin. En 1422, les fortifications des bâtiments du monastère ont été augmentées, mais considérablement endommagées.
En 1447 eut lieu la restauration du couvent. En 1467, Saint-Jouin-de-Marnes devient un bourg, avec des marchés tous les samedis. En 1476, Pierre III d'Amboise reconstruit le monastère et le cloître du XIIe siècle. De nos jours, seule la galerie sud du cloître, reliée à l'église par son côté nord, a été conservée.

### AuXVIesiècle
Les guerres de religion (1562-1598) entre la ligue catholique et les huguenots frappent durement l'abbaye de Saint-Jouin. En février 1568, une troupe de cavalerie protestante en route pour la bataille de Moncontour pille et incendie le monastère. La destruction par les troupes de Gaspard II de Coligny fut si radicale qu'il ne resta presque rien. Les reliques de saint Jouin disparurent sans laisser de traces. En 1569, il y eut de nouveaux pillages.

### AuXVIIesiècle
En 1655, les moines se réformèrent et rejoignirent la congrégation de Saint-Maur. Pour l'abbaye commence une période florissante jusqu'au début du XVIIIe siècle. Les bâtiments de l'abbaye s'étendirent sur le côté nord-ouest de l'église abbatiale, autour de plusieurs cours et abritèrent une école de peinture.

### AuXVIIIesiècle
S'entame un nouveau déclin de la vie monastique ; en 1755, l'ancien bâtiment du couvent a été détruit et un nouveau a été construit. La même année, le monastère de Saint-Jouin perd son indépendance et est placé sous l'administration d'Amboise. Les années suivantes, l'abbaye est de plus en plus oubliée et reste inhabitée depuis 1770.
La Révolution française de 1789 met fin à la vie monastique. L'abbaye est vendue par ordre de l'État, l'église est rendue au culte en 1795. Durant la Révolution française de 1789, l'abbaye est officiellement fermée et le bâtiment d'abbaye vendu comme bien national, en partie pour la démolition. Heureusement, l'église, elle, est épargnée de ce sort.

### AuXIXesiècle
Prosper Mérimée a visité Saint-Jouin-de-Marnes au milieu du XIXe siècle. Il trouve le monastère dans un état déplorable. L'église, également sans surveillance et exposée aux intempéries, a subi des dommages considérables. C'est surtout grâce à ses efforts que l'église abbatiale a été largement préservée.
En 1862, l'église abbatiale Saint-Jouin est classée au titre des monuments historiques. De nombreux tableaux, les cloches ou encore les stalles bénéficient également d'un classement.

### AuxXXeetXXIesiècles
Les travaux de restauration, qui furent souvent interrompus, ne s'achèvent qu'au milieu du XXe siècle.
Aujourd'hui encore, cette abbaye, qui a eu un impact spirituel et économique important dans la région, a toujours son église abbatiale bien préservée, la galerie sud du cloître et le bâtiment du couvent privé.
L'ancien presbytère est inscrit au titre des monuments historiques le 23 janvier 2017.

## Architecture

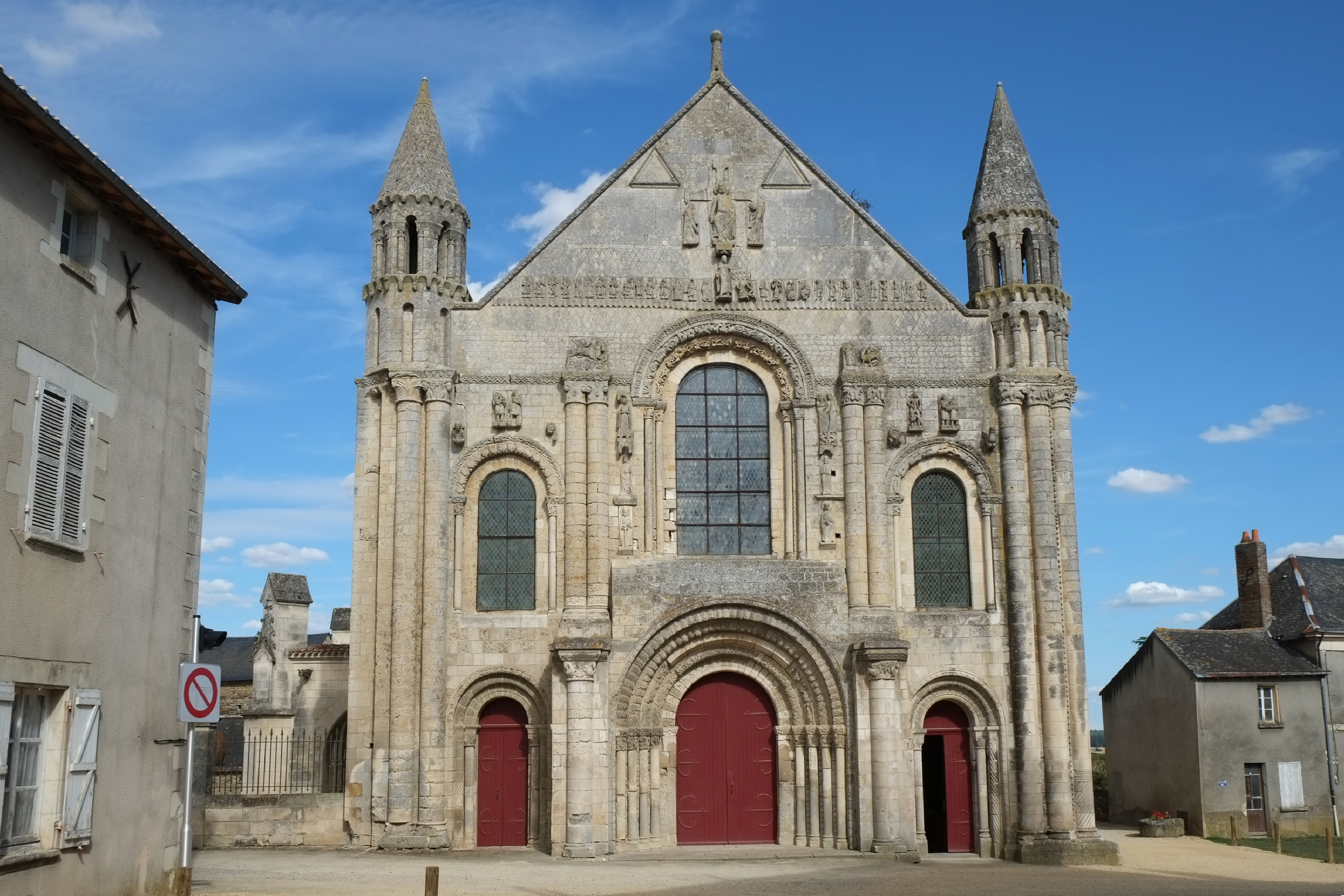
La façade de l'église abbatiale Saint-Jouin.
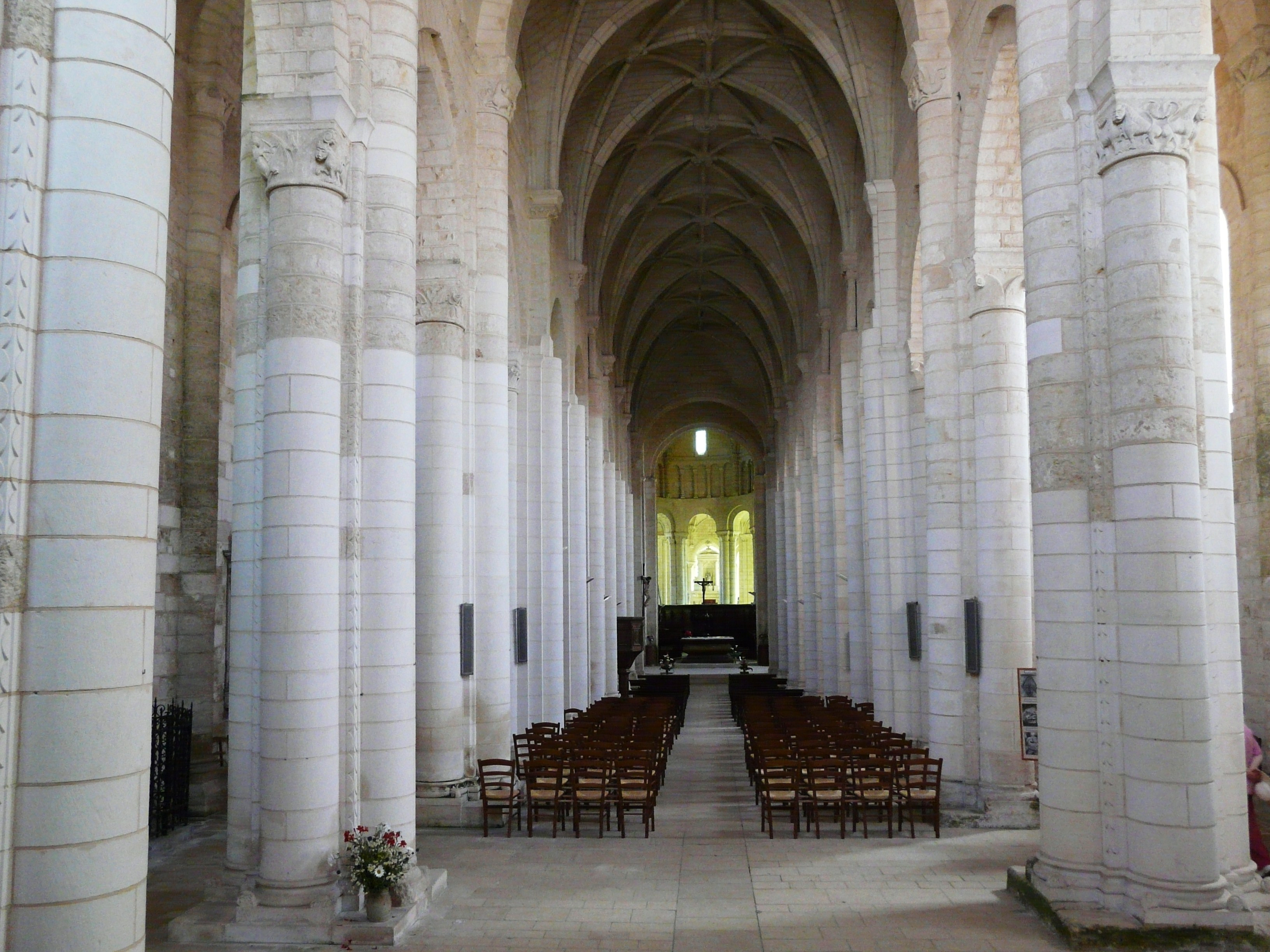
La nef.
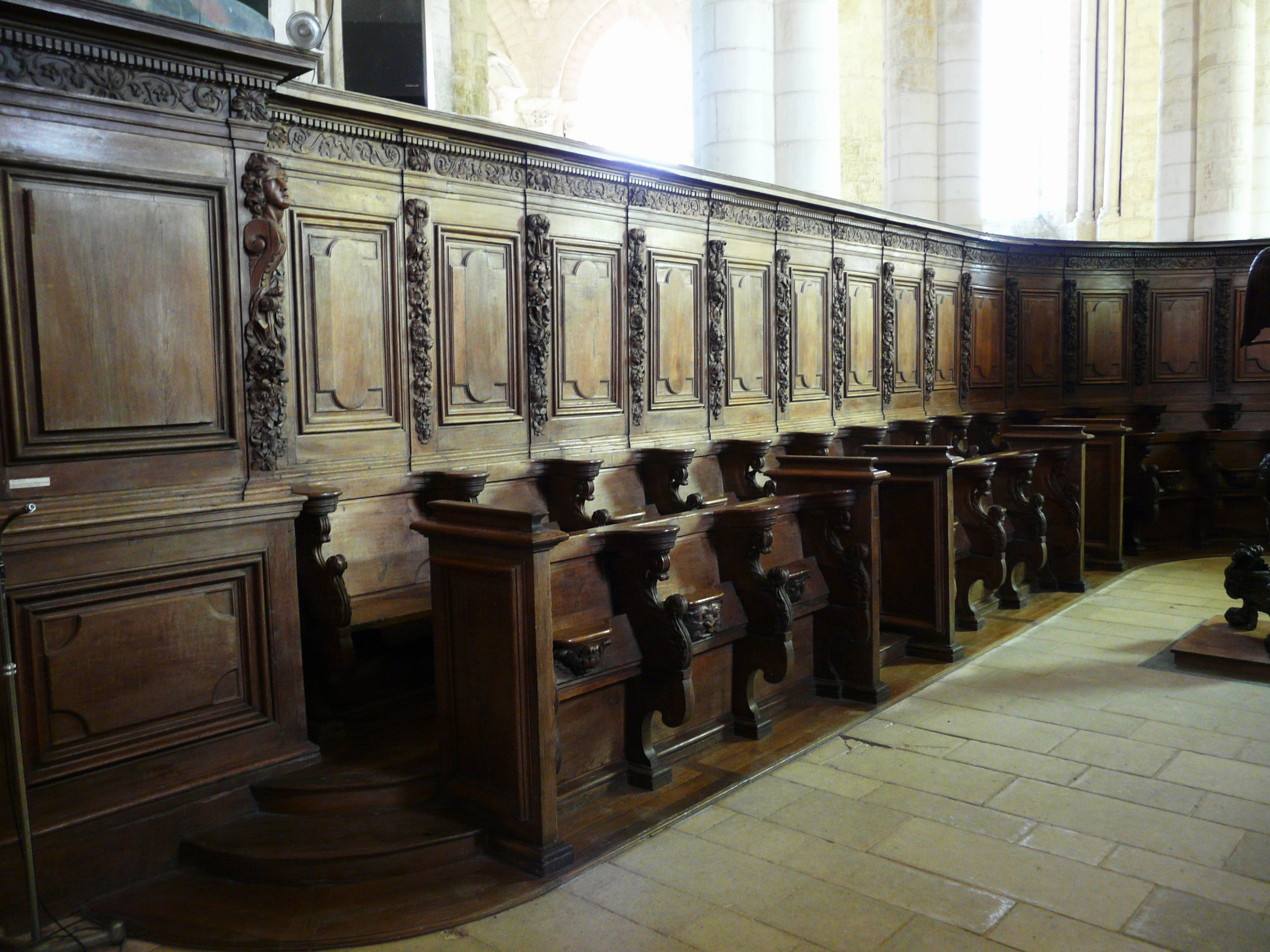
Les stalles.
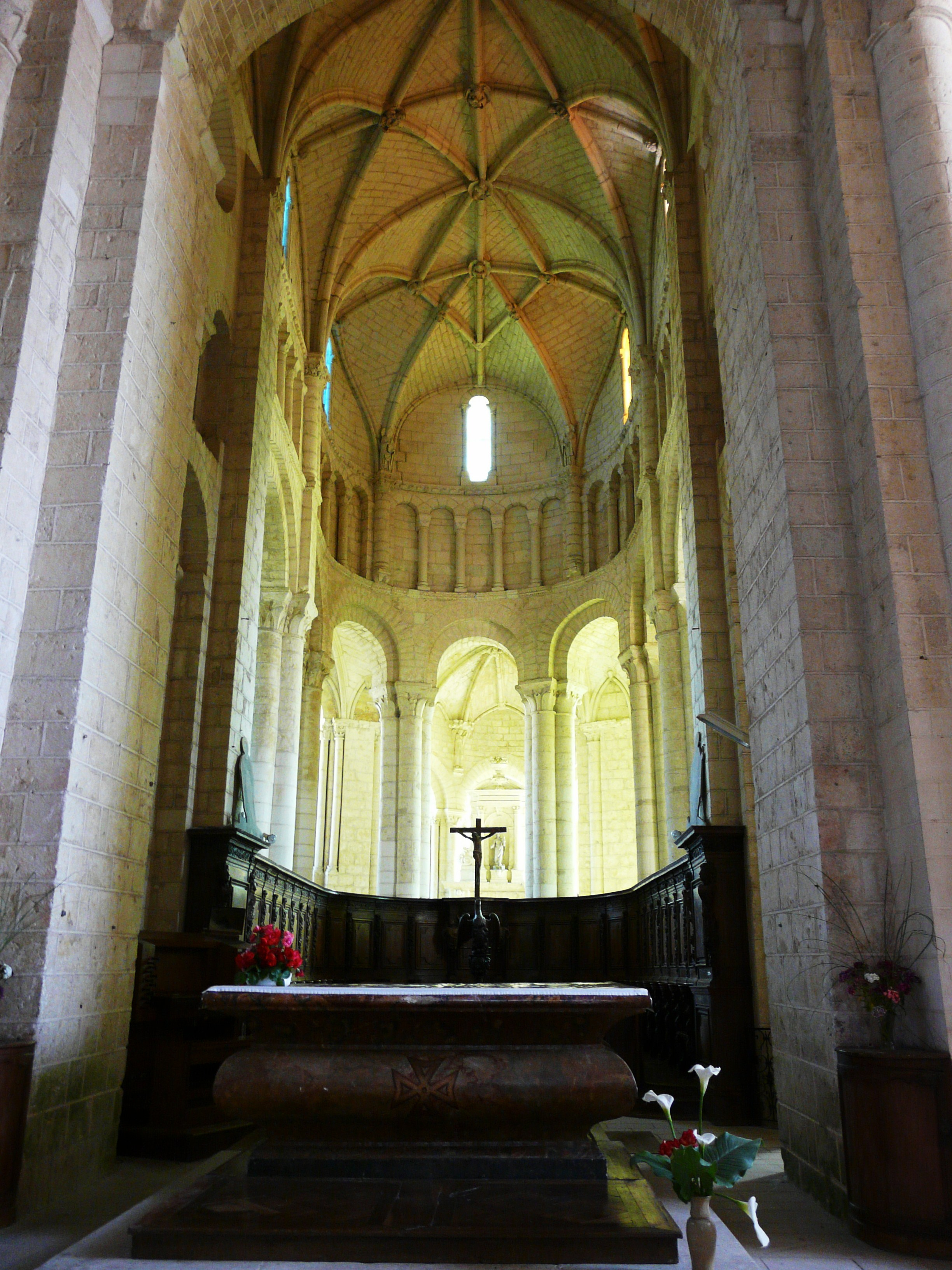
Le chœur.
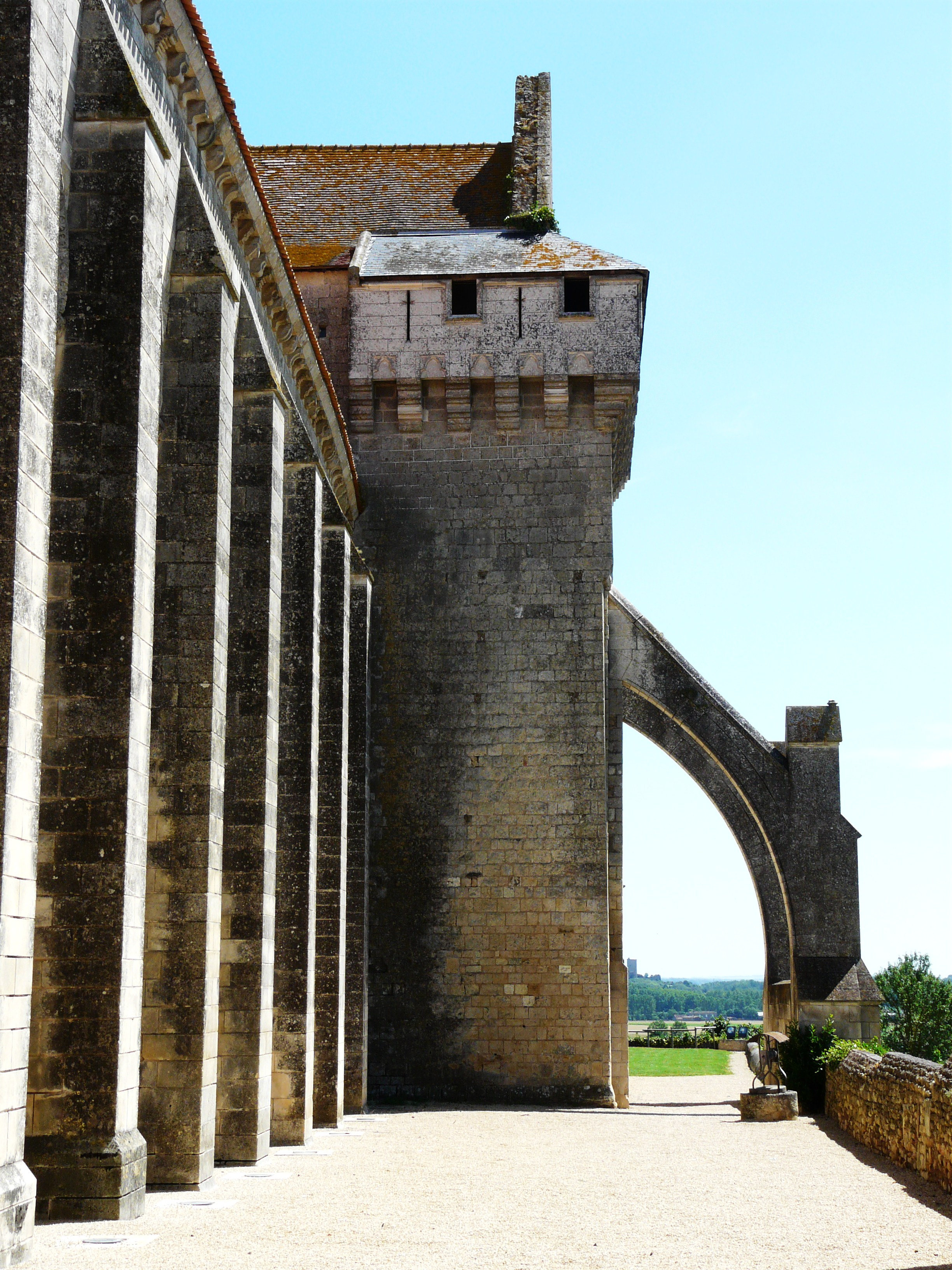
Les contreforts du transept, côté sud.
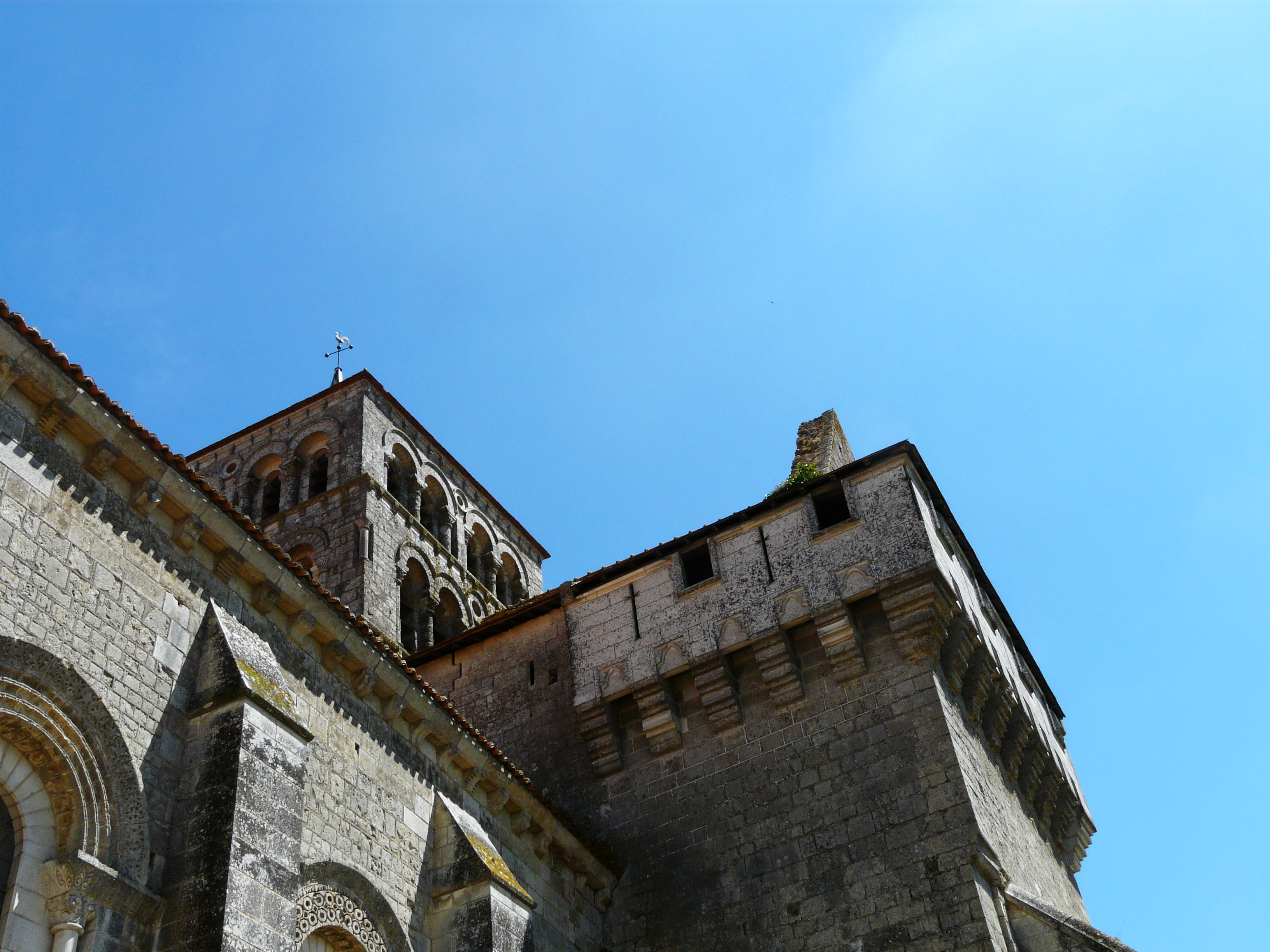
Le clocher à l'aplomb de la croisée du transept.
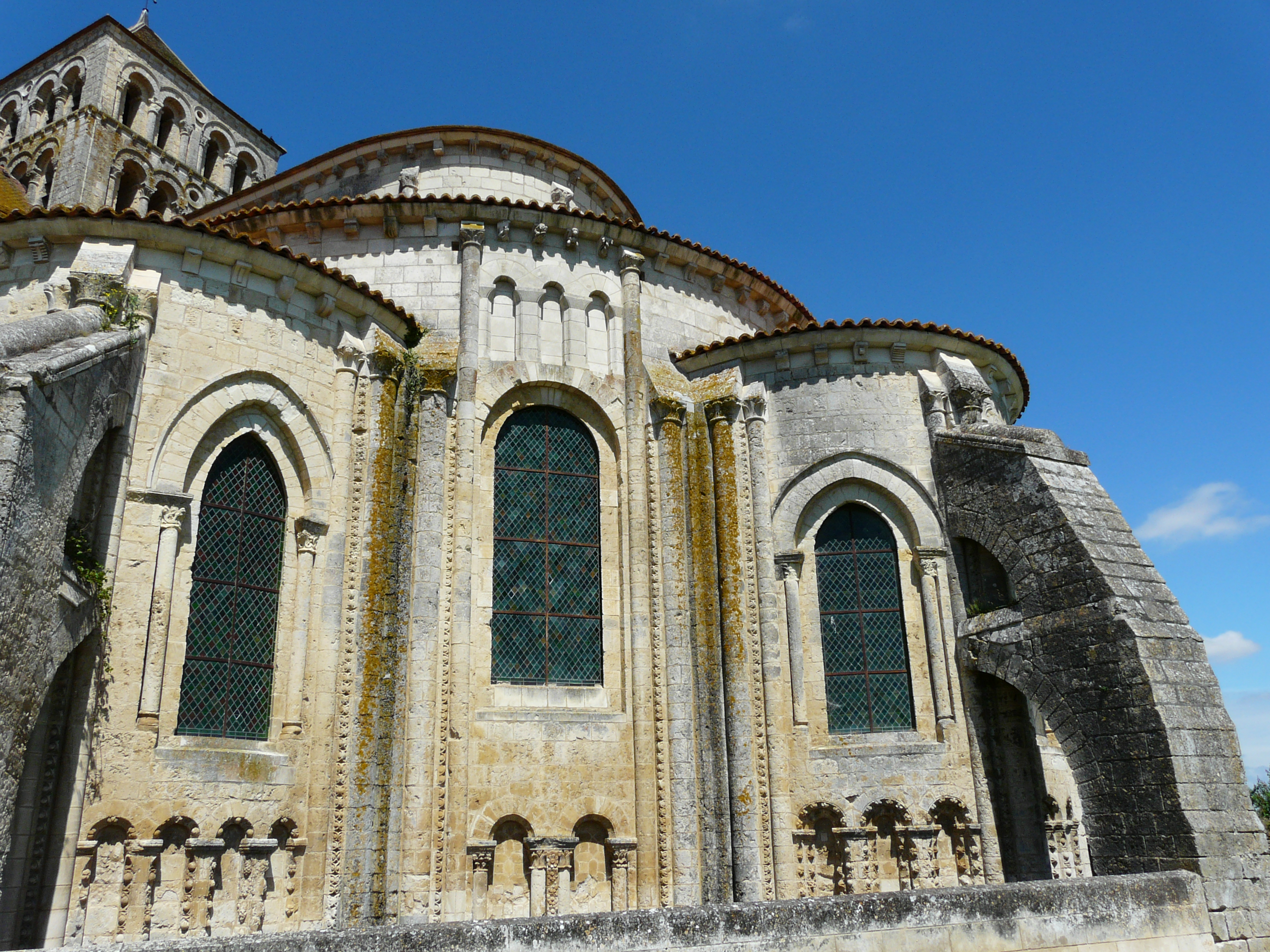
L'abside et les chapelles absidiales.
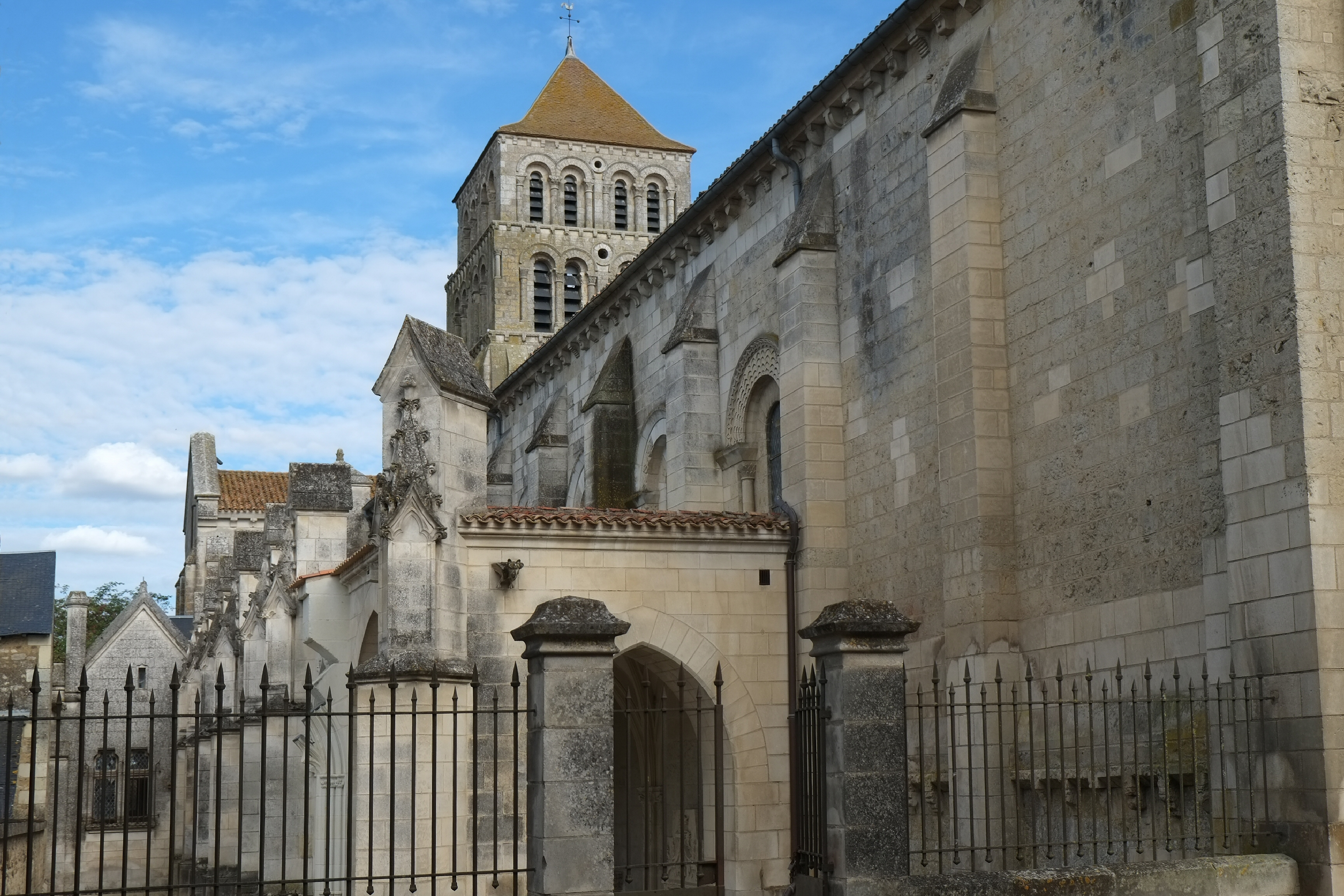
La côté nord de l'église.
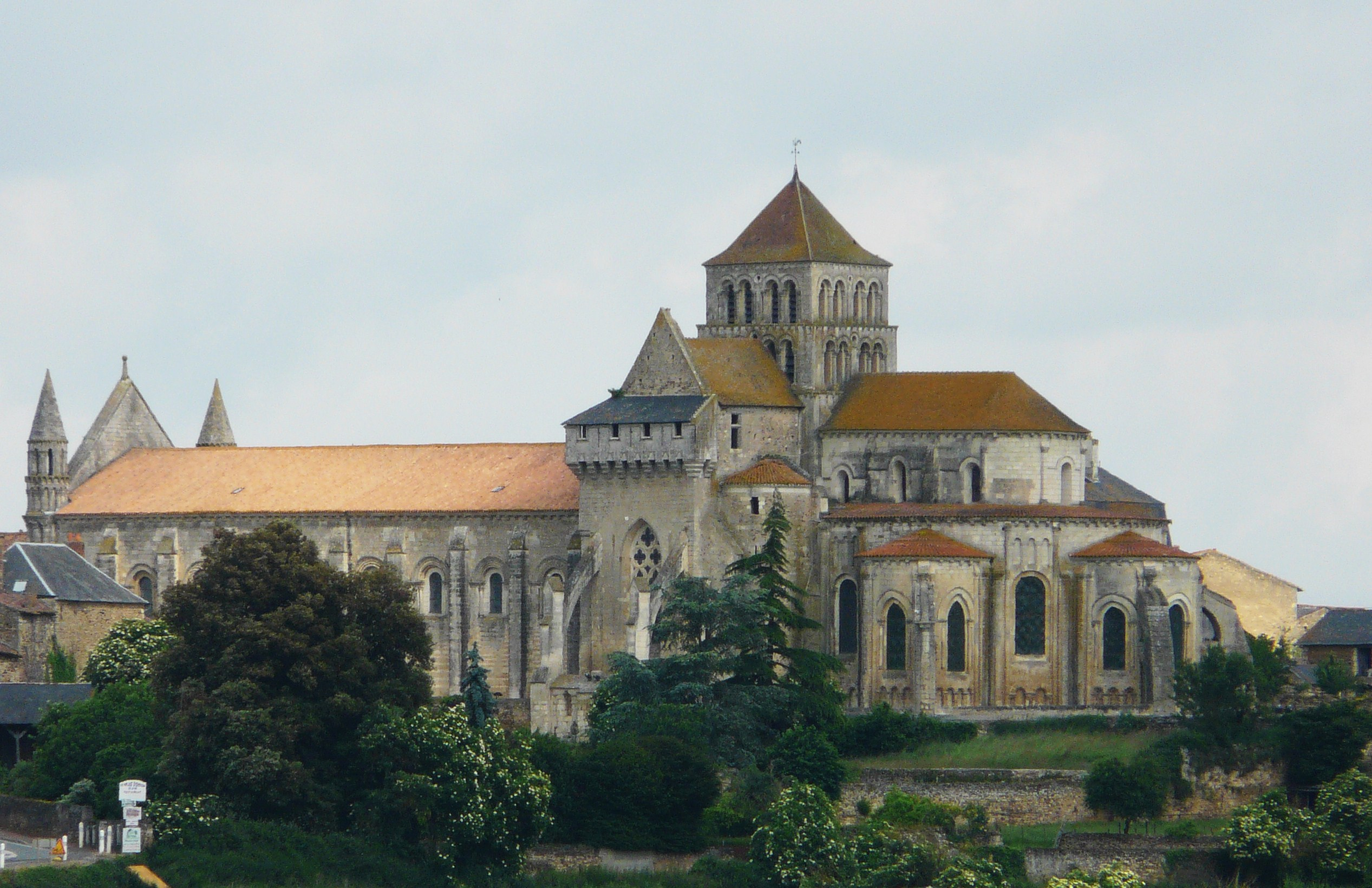
Le côté sud de l'abbaye.
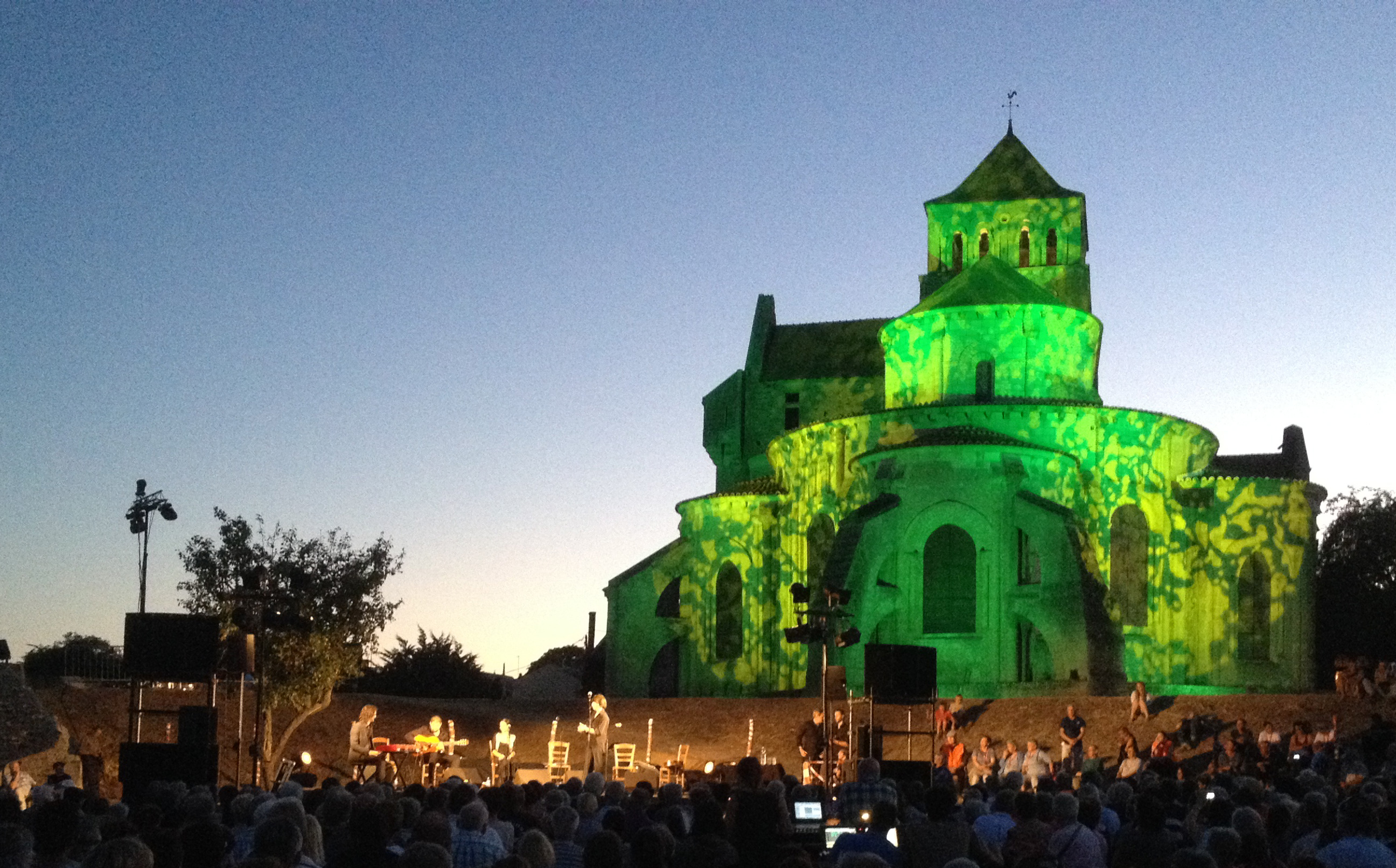
L'abbaye lors d'un concert des « Nuits romanes ».

## Abbés, et prévôts
- 1000 : Raoul
- 1070 : Simon, abbé également de l'abbaye Saint-Martin de Vertou
- 1080 : Brice, également abbé de Saint-Martin de Vertou
- jusqu'en 1516 : Aymar Gouffier de Boisy

## Propriétés, revenus
- Prieuré de la Futaie,
- Prieuré Saint-Jacques de Mont-Alboin,
- Prieuré Saint-Nicolas-du-Roc,
- Prieuré de Saint-Étienne du Pallet,
- En 1070 les droits de la chapelle castrale Saint-Jean-Baptiste, actuelle chapelle de Prigny, sont transférés à l’abbaye Saint-Jouin de Marnes, qui fonde le prieuré Saint-Nicolas hors les murs de la ville. La chapelle, desservie par les moines, devient l’église paroissiale de Prigny. La ville de Prigny va décliner lentement, son port s’envasant inexorablement, pendant que le bourg des Moutiers, ancien faubourg, va se développer. Au XVIIe siècle, l’église se voit dotée de trois beaux retables et d’une sacristie. En 1730, le prieuré Saint-Nicolas de Prigny et son sanctuaire sont détruits.